# Истопки (Ельнинский район)
Истопки — деревня в Смоленской области России, в Ельнинском районе. Население — 6 жителей (2007 год)   Расположена в юго-восточной части области в 27 км к востоку от города Ельня, в 9 км севернее автодороги Р96 Новоалександровский(А101)- Спас-Деменск — Ельня — Починок, на правом берегу реки Демина. В 4 км к югу от деревни железнодорожная станция Теренино на линии Смоленск — Сухиничи. Входит в состав Коробецкого сельского поселения.

## Экономика
В деревне расположен охотничье-спортивный комплекс «Кречет» .